# Vrin
Vrin ([vʁin]ⓘ) ist ein Dorf in der Gemeinde Lumnezia, Kanton Graubünden, Schweiz. Es liegt im Val Lumnezia (Lugnez), rund 21 Kilometer südwestlich von Ilanz.
Bis Ende 2012 bildete Vrin eine eigene politische Gemeinde. Am 1. Januar 2013 fusionierte sie mit den damaligen Gemeinden Cumbel, Degen, Lumbrein, Morissen, Suraua, Vella und Vignogn zur neuen Gemeinde Lumnezia.

## Geografie

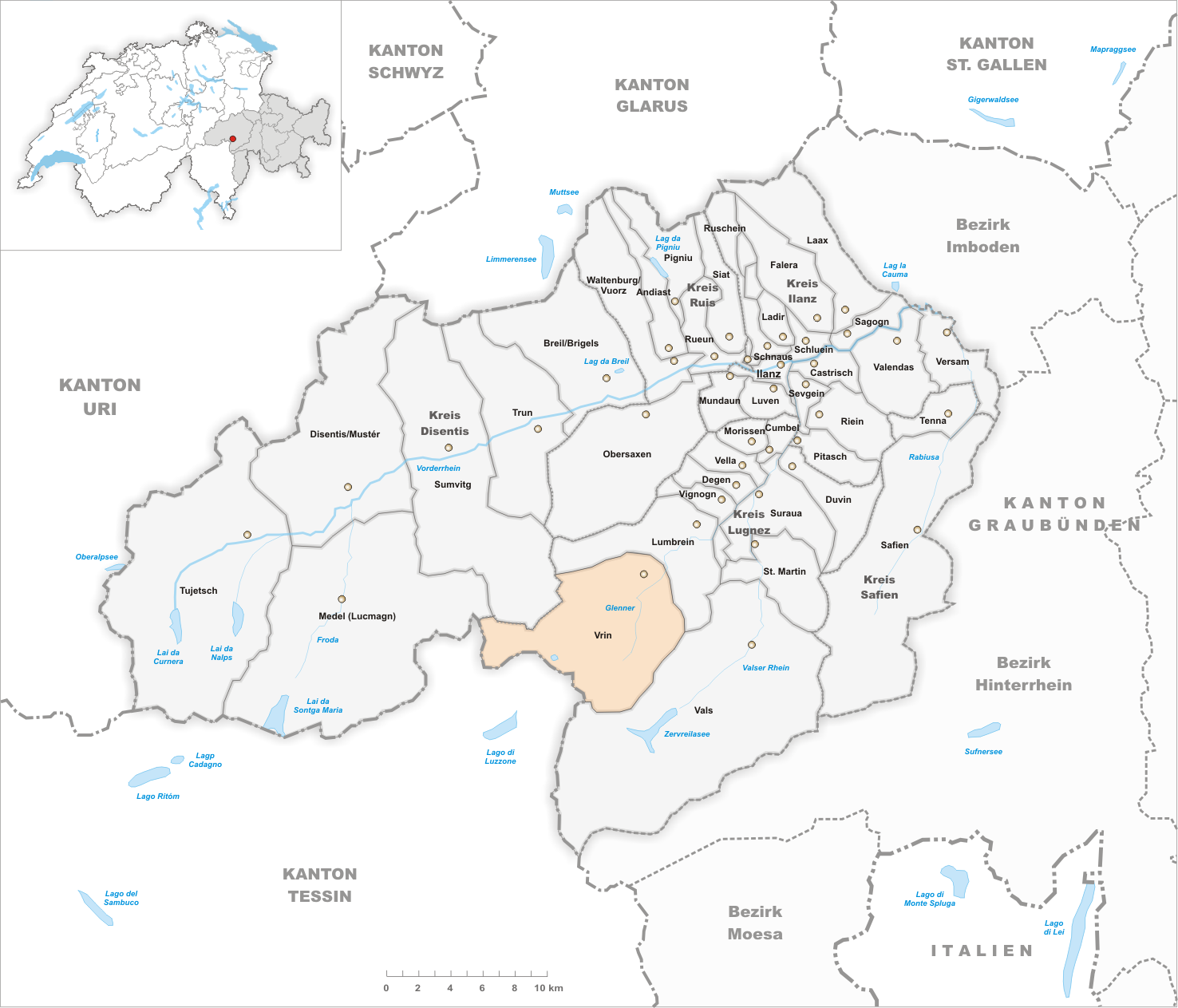
Gemeindestand vor der Fusion am 1. Januar 2013

Das Bergdorf liegt auf einer Terrasse am Talschluss des Lugnez und im Quellgebiet des Glenners, umgeben von steilen Graswiesen und Alpweiden. Vrin ist Ausgangsort für Passwanderungen über die Fuorcla da Patnaul nach Vals und über den Diesrutpass und die Greina-Hochebene ins Tessin. Das Klima ist im Vergleich zum übrigen Lugnez eher rau und wird von den südlichen Wetterlagen beeinflusst. Im Durchschnitt fallen jährlich an 121 Tagen rund 1143 mm Niederschläge. Der nasseste Monat ist je nach Klimajahr ein Hochsommermonat mit etwa durchschnittlich 139 mm Regen. Die trockensten Monate des Jahres sind Februar und März mit einem Durchschnitt von 59 mm Niederschlag bei 12,7 Tagen, oft mit viel Sonnenscheindauer.
Das ehemalige Gemeindegebiet von 7156 ha reichte von der Dorfkernzone bis in die hochalpine Lage der Bergkette rund um den Piz Terri und bis auf die Greina. Grössere Waldgebiete befinden sich auf der rechte Talseite des Glenners, während an den Abhängen südöstlich des Piz da Vrin (2564 m) grossflächige Alp- und Heuwiesen durch die Berglandwirtschaft gepflegt werden. Zum Bergdorf gehören die Siedlungen Vrin Dado, Vrin Dadens (Kerndorf auf einer Meereshöhe von 1448 m), Cons, Ligiazun und Sogn Giusep. Die Alpsiedlung Vanescha  am Fusse des Piz Terri ist nur im Sommer bewohnt. Ausgangsort für den Passweg über die Greina ist Sogn Giusep, das nur über eine enge, geteerte Strasse erreichbar ist.

## Geschichte
Vrin wurde von Romanen, die im Hoch- und Spätmittelalter von Lumbrein her kamen, gegründet. Die Herkunft und die Bedeutung des Ortsnamens können allerdings nicht überzeugend erklärt werden. Erstmals erwähnt findet sich Vrin 1208 oder 1209 in einem Brief von Papst Innozenz III. Im 13. Jahrhundert besass dort das Churer Kloster St. Luzi gewisse Rechte und barg unfreie wie freie Bauern, die in Vrin Dadens einen ersten Dorfkern bildeten. Als Lehen des Bistums unterstand Vrin – in den Urkunden während des ganzen Mittelalters Varin genannt – bis zum Auskauf 1538 den Freiherren von Belmont, nach 1371 den von Montalt und ab 1390 den von Sax-Misox. Im 15. Jahrhundert erwarben die Blenieser diesseits des Alpenkamms die Alpen Blengias (1447), Scharboden (1478) und Greina (1494). In der 1375 erwähnten Siedlung Vanescha trafen drei Sprachgruppen aufeinander, nämlich die sich schnell assimilierten Walser, die stark vertretenen Tessiner und Romanen. Bis zum Anschluss Vrins an die Kantonsstrasse nach Ilanz 1887 bestanden intensive Beziehungen zum oberen Tessin.
Die 1345 erwähnte Kirche Heilige Maria Geburt und Johannes Baptist gehörte als Kaplanei zur Talkirche St. Vincenz in Pleif (Vella). 1597 löste sich Vrin von der Talkirche und wurde damit kirchlich selbständig. Der alpine Handel und der Viehtrieb über die Pässe, vorab über die Greina, ins benachbarte Bleniotal beeinflussten die Dorfgemeinschaft bis ins 19. Jahrhundert. 1887 wurde eine fahrbare Strasse nach Ilanz gebaut, worauf sich Vrin wirtschaftlich vermehrt nordwärts Richtung Ilanz orientierte. Erste touristische Einflüsse im 19. Jahrhundert durchbrachen die Isolation des Bergdorfes.
Vrin ist ein Bergbauerndorf mit riesigen Alpweiden und ursprünglich kinderreichen Familien, das von der stetigen Abwanderung betroffen ist. 1982 wurde eine Gütermelioration beschlossen. Nach Kontroversen verzichtete das Konsortium Greina-Wasserkraftwerke 1986 auf die Nutzung der Greinaebene, was der Gemeinde Entschädigungen einbringt. Das Projekt eines Naturschutzparks Parc Adula fand in der Neuzeit keine Anhänger. 1998 erhielt Vrin den Wakkerpreis. In Planung sind die Nutzung der frei fliessenden Wildbäche, der touristische Ausbau und die Förderung der einheimischen Kultur zur Stützung und Bewahrung der alpinen Siedlung.
→ siehe auch Abschnitt Geschichte im Artikel Lumnezia

### Modellprojekt
Der Ort, der über das gesamte 20. Jahrhundert hinweg Einwohner verloren hatte, wurde in den 1980er- und 1990er-Jahren zu einem Modellprojekt der Stiftung Pro Vrin, der Gemeinde/Gemeindebehörde, der Meliorationsgenossenschaft, der kantonalen Denkmalpflege und der ETH Zürich für die Stärkung dörflicher Infrastruktur und Wiederansiedlung.
Die Einwohner kauften anfangs der achtziger Jahre alles freie Bauland auf und entzogen den Ort damit jeglicher Spekulation. Wiesen wurden im Verhältnis 1:5 zusammengelegt, ein Metzger angesiedelt, eine Genossenschaft gegründet.  Mehrere Gebäude, die meisten als Blockhaus aus Holz in Strickbauweise,  wurden neu gebaut.
Der Ort und das Projekt finden überregional Beachtung, da das Problem der Landflucht weltweit bedeutend ist. 1998 erhielt Vrin den Wakkerpreis für seine Dorferneuerung («für die sorgfältige Integration neuer landwirtschaftlicher Ökonomiegebäude ins Dorfbild»). Der Vriner Bauernsohn und Architekt Gion A. Caminada erstellte in Vrin eine Reihe von Gebäuden, die die Tradition des Holzbaus weiterentwickeln. Renoviert oder neu gestaltet wurden z. B. das Gemeindehaus, die angrenzende Telefonkabine, die Metzgerei und die Totenstube unterhalb der Dorfkirche.

Bauten von Gion A. Caminada
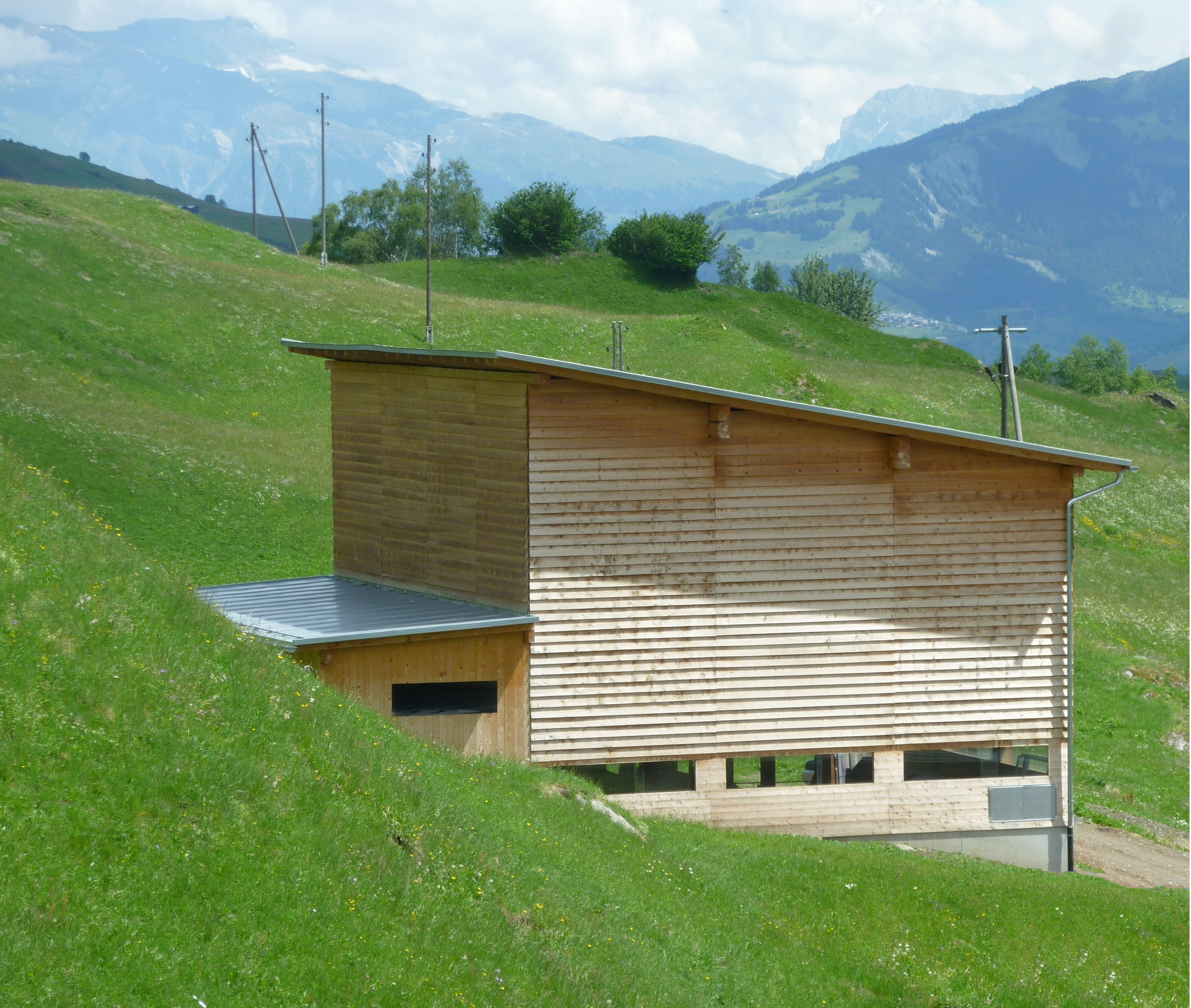
Stall in Vrin
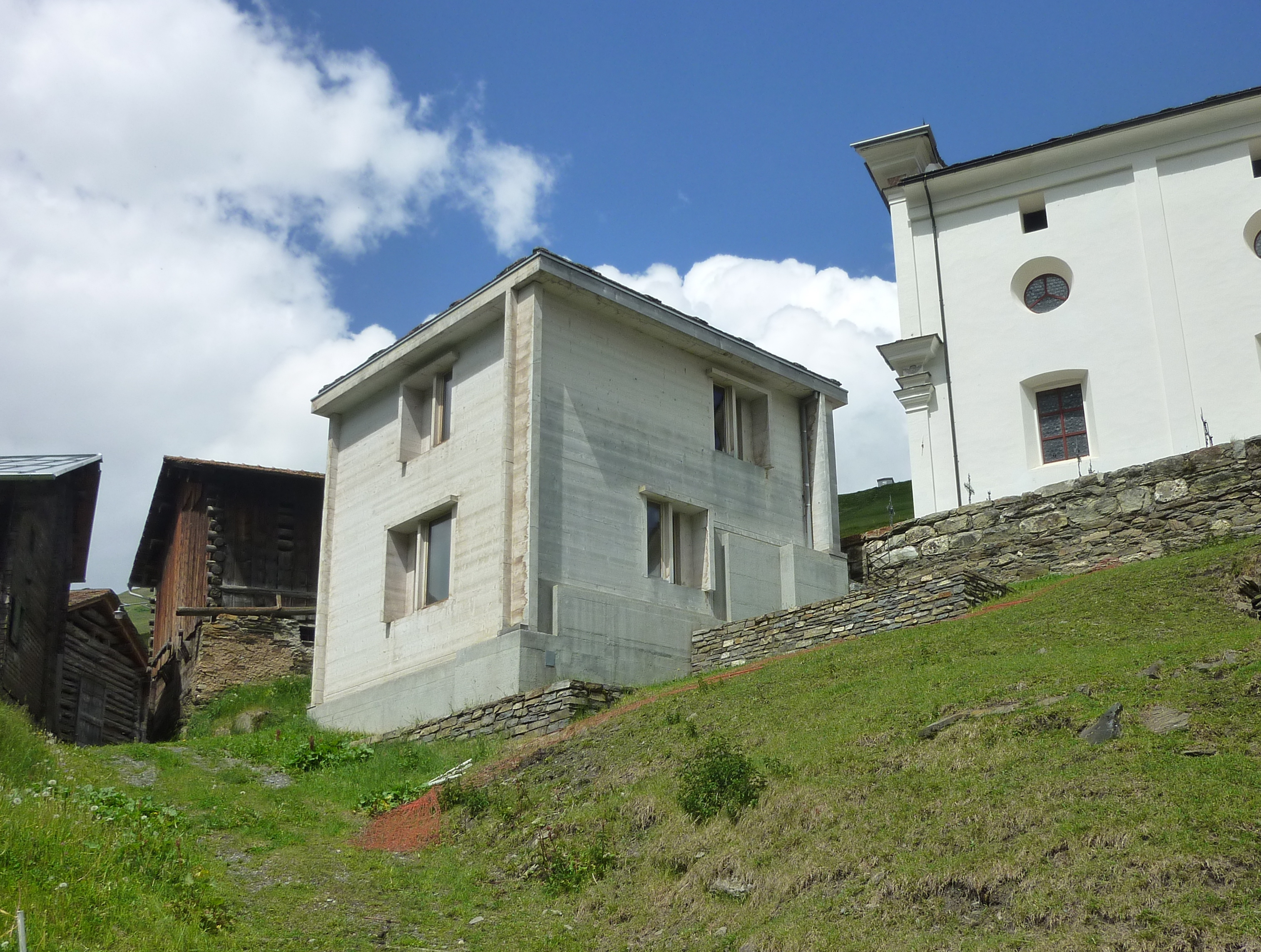
Totenstube bei der Kirche
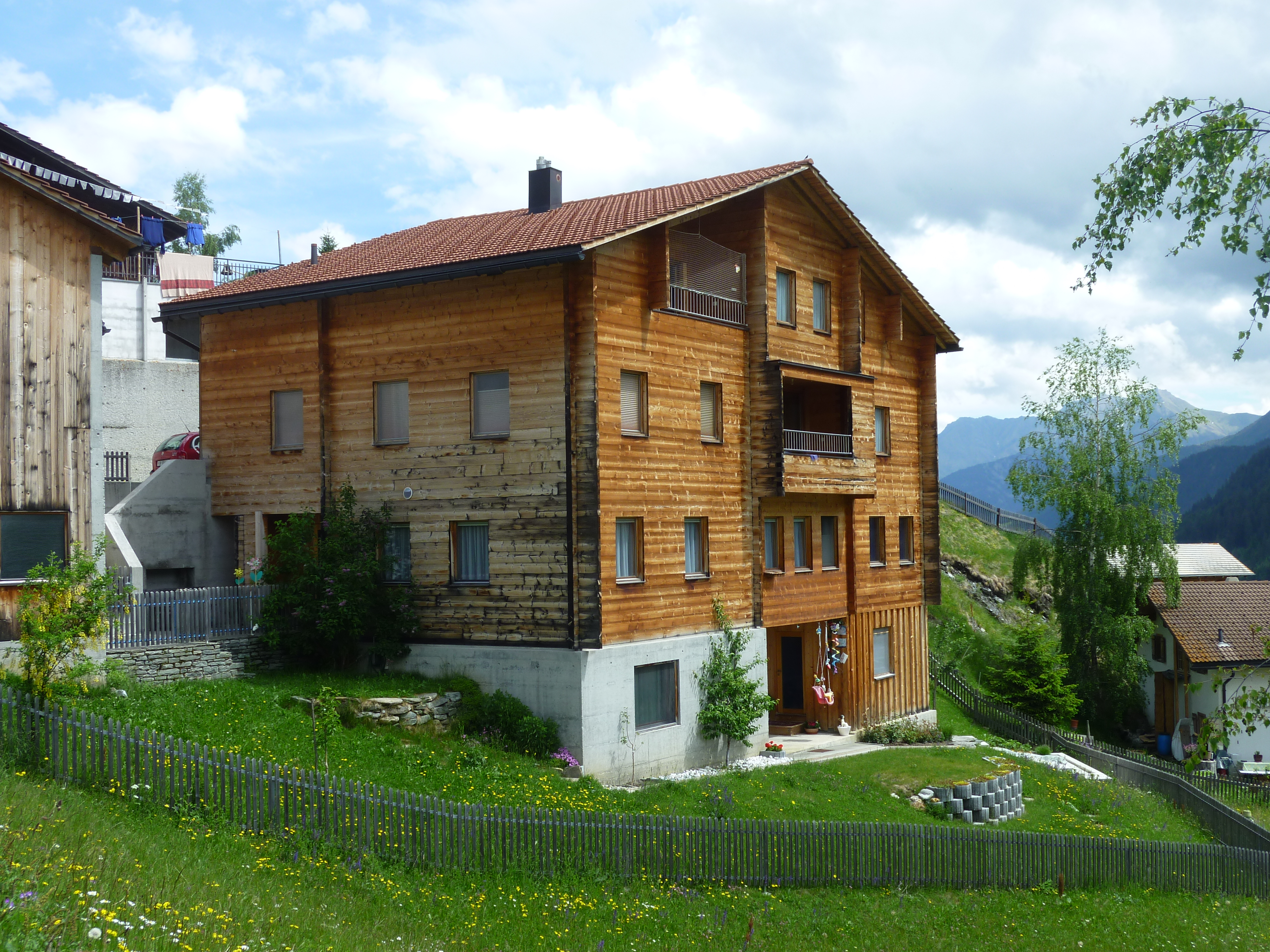
Wohnhaus

## Wappen
| Wappen von Vrin | Blasonierung: «In Rot ein silbernes (weisses) Agnus Dei (Gotteslamm), ein goldenes (gelbes) Kreuz tragend, überhöht von einem goldenen, sechsstrahligen Stern» |
| Wappen von Vrin | Die Figuren weisen auf das Doppelpatrozinium der Pfarrkirche hin: das Gotteslamm auf Johannes den Täufer und der Stern auf Maria.                              |

## Bevölkerung
| Bevölkerungsentwicklung | Bevölkerungsentwicklung | Bevölkerungsentwicklung | Bevölkerungsentwicklung | Bevölkerungsentwicklung | Bevölkerungsentwicklung |
| ----------------------- | ----------------------- | ----------------------- | ----------------------- | ----------------------- | ----------------------- |
| Jahr                    | 1850                    | 1900                    | 1950                    | 2000                    | 2012                    |
| Einwohner               | 466                     | 366                     | 441                     | 249                     | 242                     |

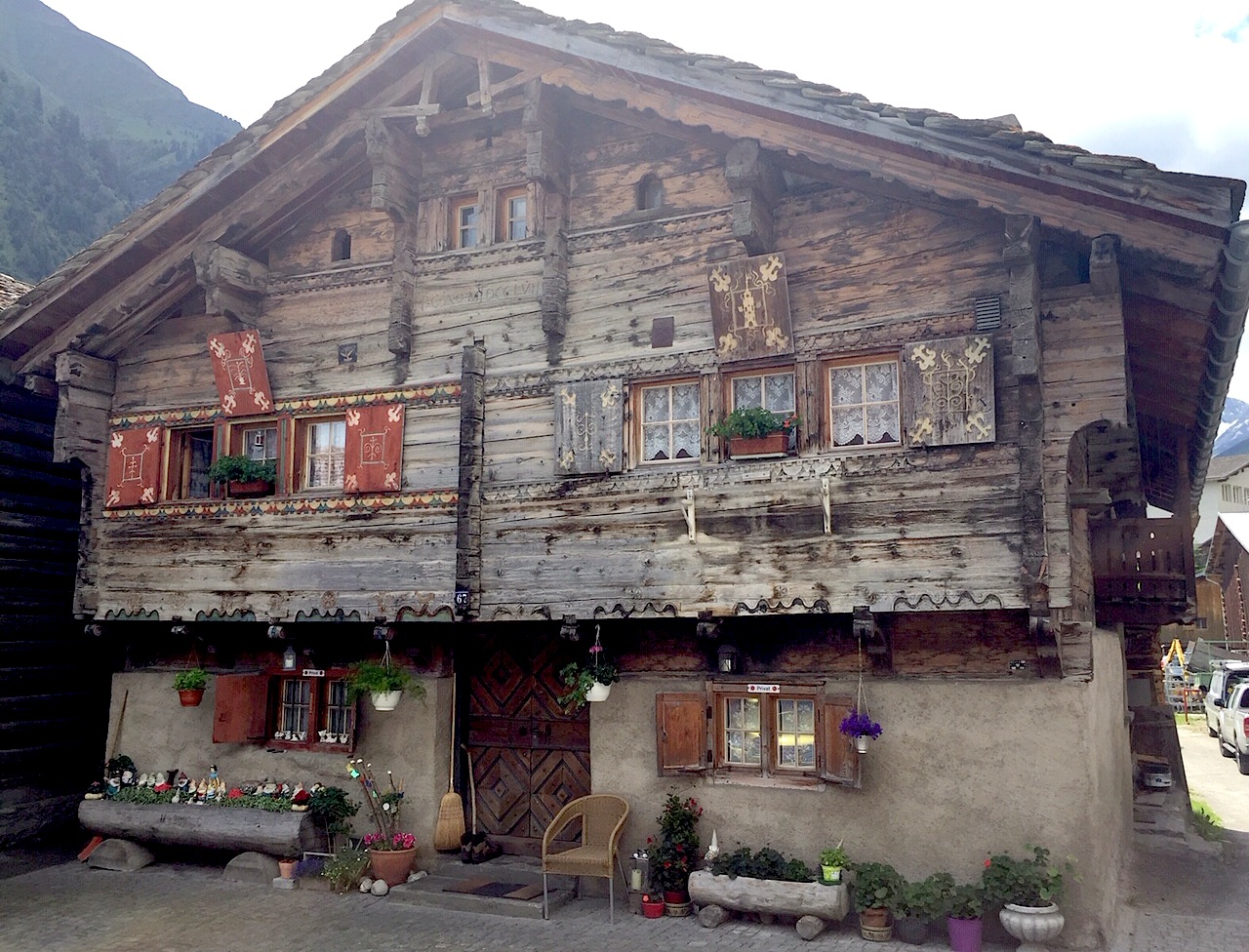
Casa da Vrin von 1758

Gemäss Volkszählung 2000 ist Vrin eine der wenigen Bündner Ortschaften, in der praktisch alle Einwohner Rätoromanisch sprechen: 99 % als gesprochene Sprache bzw. 96 % als Hauptsprache (nur 4 % Deutsch). Die ehemalige Gemeinde lebt heute von Bundessubventionen, subventionierter Landwirtschaft, dem Kleingewerbe und dem Tourismus.

## Sehenswürdigkeiten
- Katholische Pfarrkirche Marias Geburt und Johannes Baptist[6]
- Gebäude von Gion A. Caminada:
  - Ställe, Metzgerei, 1994–2000[7]
  - Sägerei, 2006[8]
  - Totenstube, 2002[9]
  - Schlachthof Mazlaria[10]

## Bilder

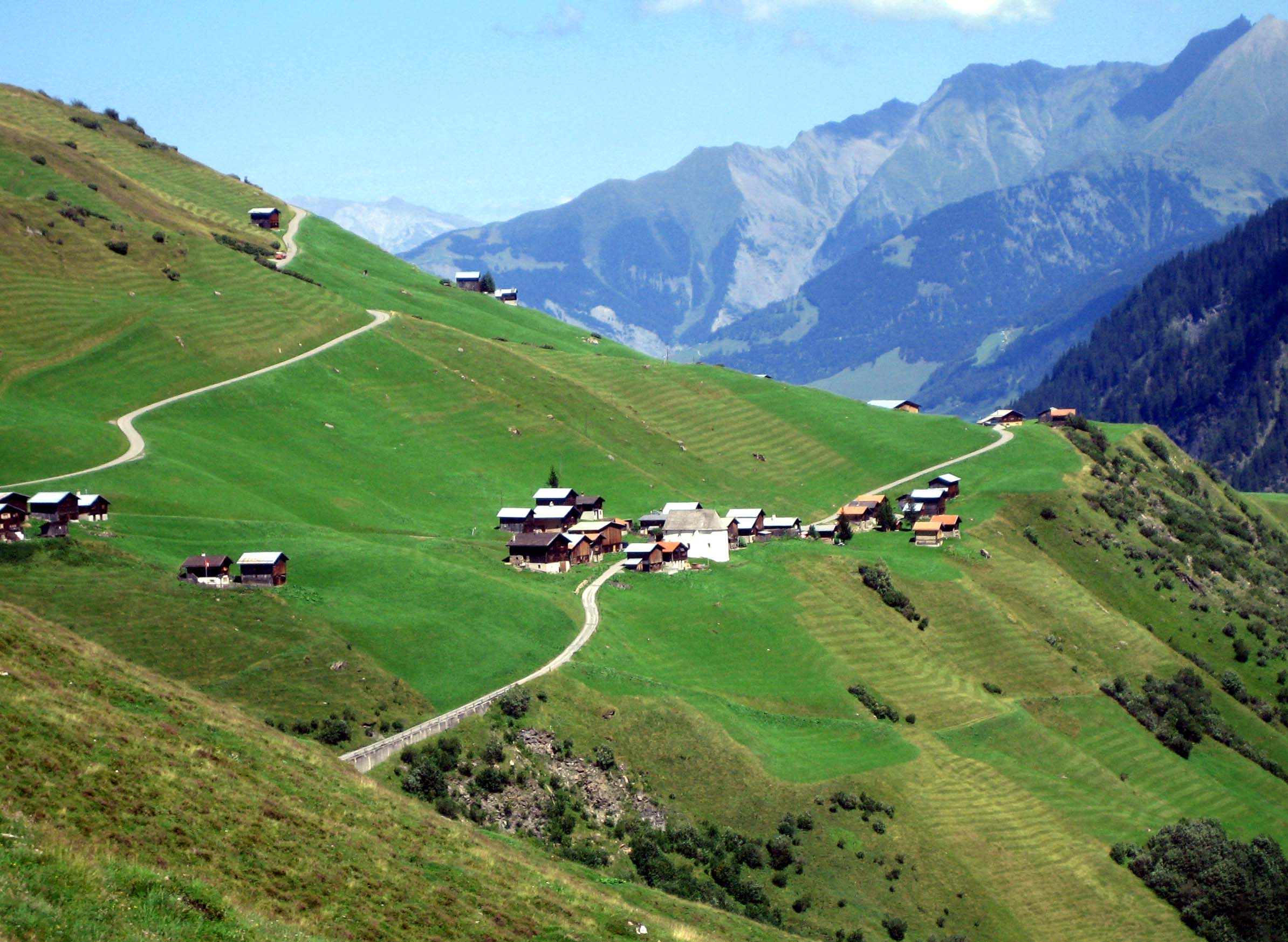
Vrin Puzzatsch
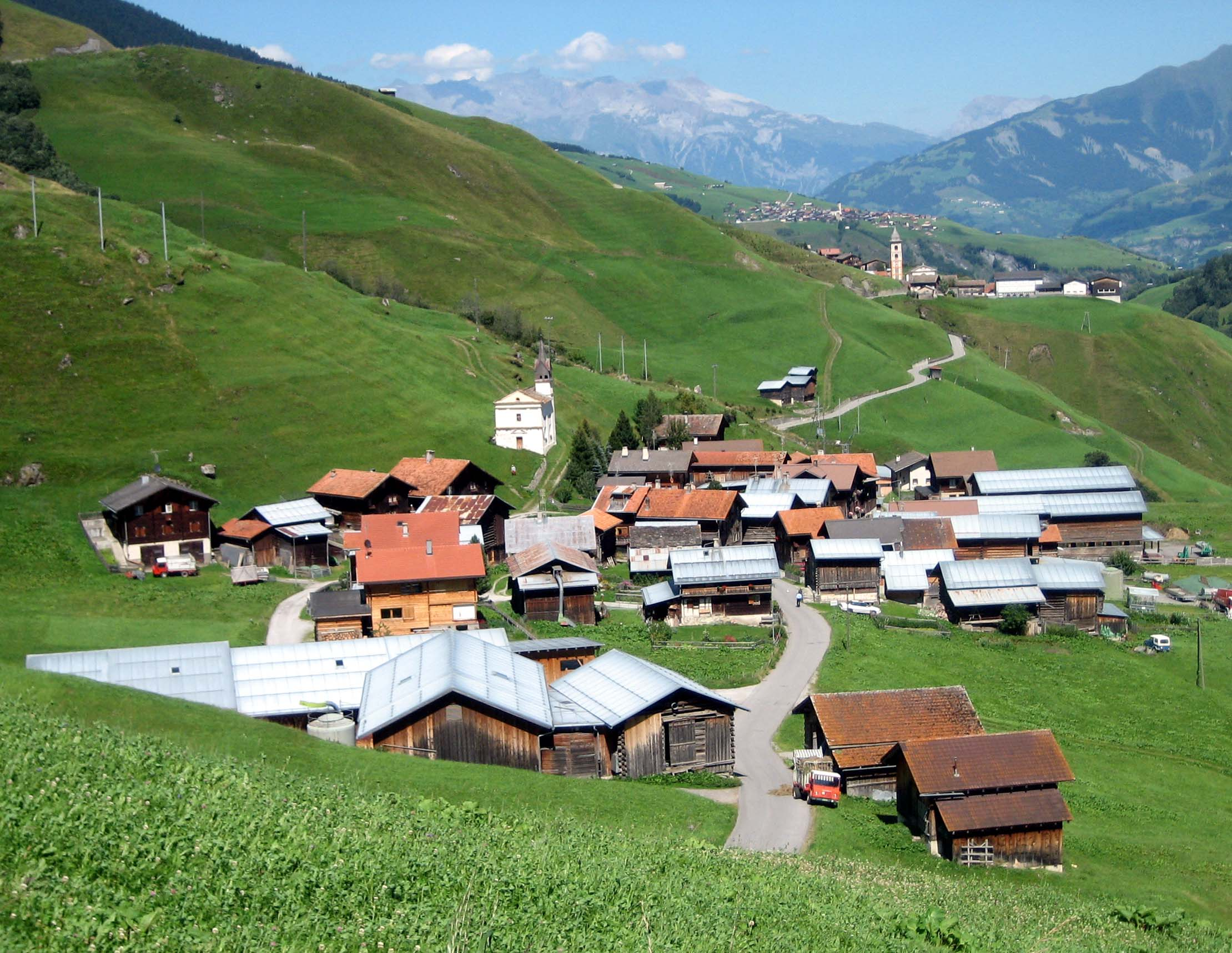
Vrin Cons
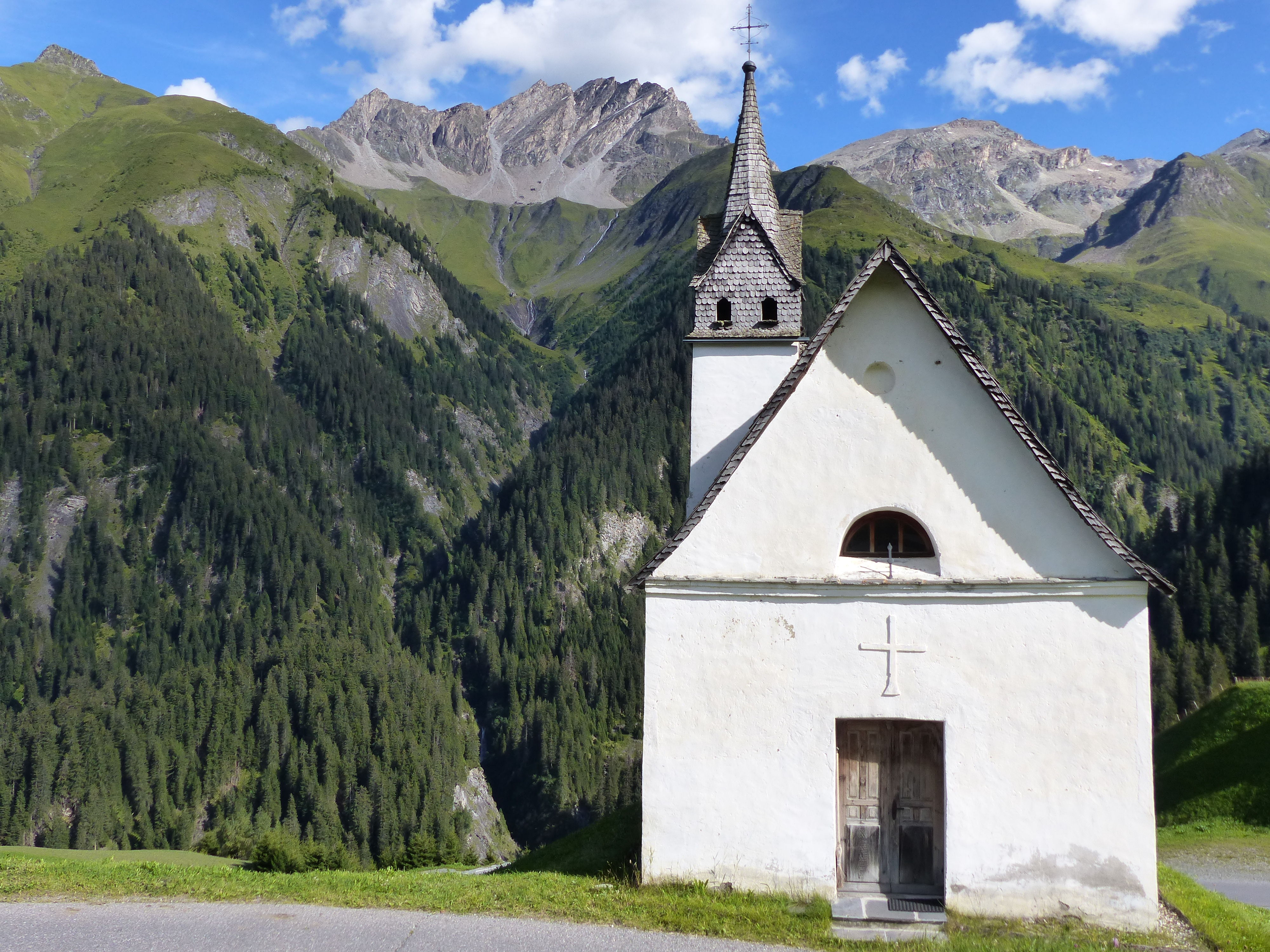
Vrin Sogn Giusep mit Blick auf den Piz Ault

## Persönlichkeiten
- Christian Caminada (1876–1962), Bischof von Chur und Publizist
- Gion A. Caminada (* 1957), Architekt und Professor für Architektur an der ETH Zürich
- John Peter Casanova (1895–?), Amerika-Auswanderer und Filmemacher für Fox News
- Pia Solèr (* 1971), Alphirtin, Schriftstellerin